# Bid-shielding
Bid-shielding (Deutsch etwa: Gebotsabschirmung) bezeichnet eine Vorgehensweise, die es ermöglicht, einen in einer Internet-Auktion angebotenen Artikel unterhalb seines Marktwerts zu erwerben.

## Definition
Durch die Abgabe eines zeitweiligen hohen Maximalgebots durch einen Scheinbieter wird der Auktionspreis vor dem Ende einer Internet-Auktion künstlich so weit erhöht, dass für andere (potentielle) Bieter kein vernünftiges Gebot mehr möglich ist. Bei Rücknahme des Scheingebots kurz vor dem Auktionsende fällt der Artikelpreis unter seinen Marktwert zurück.

## Voraussetzungen
Die Vorgehensweise kann nur funktionieren, wenn
- die Auktion zu einer festgelegten Zeit endet
- die Auktionsplattform die Rücknahme von Geboten gestattet

## Beispiel
- Die Auktionsplattform setze nur soviel vom abgegebenen Maximalgebot, dass der Unterlegene gerade überboten wird.
- „Alice“ biete einen Artikel in einer Internet-Auktion an, der einen Marktwert um die 1000 Euro habe. Da noch viel Zeit bis zum Auktionsende vergeht, konnte sich der seriöse Bieter „Bob“ (noch) nicht zu einem höheren Maximalgebot als 120 Euro durchringen. Er sei derzeit Höchstbietender; das Höchstgebot liege derzeit bei 100 Euro.
- Der Scheinbieter gibt nun mit seinem ersten Mitgliedskonto „Mallory“ ein sehr hohes Maximalgebot von 1500 Euro ab – deutlich über dem Marktwert. Das Höchstgebot steigt nun auf 121 Euro, Höchstbietender ist „Mallory“.
- Nun gibt der Scheinbieter über ein zweites Mitgliedskonto „Marvin“ ein noch höheres Maximalgebot ab, beispielsweise 1600 Euro. Der Scheinbieter überbietet sich damit selbst: „Marvin“ ist der Höchstbietende und das Höchstgebot steigt auf 1501 Euro.
- Durch das Höchstgebot ist der Artikel jetzt vor vernünftigen Geboten seriöser Bieter „abgeschirmt“, da er aufgrund des Marktwertes von nur rund 1000 Euro uninteressant erscheint.
- Einige Sekunden vor dem Ende der Auktion zieht „Marvin“ sein Gebot unter einem Vorwand wieder zurück.
- Die verbleibende Zeit ermöglicht den seriösen Bietern praktisch keine Teilnahme mehr an der Auktion, somit fällt der Artikel „Mallory“ zu – zum letzten gültigen Gebot von 121 Euro.

Zur Tatsache, ob ein Kaufvertrag zwischen „Alice“ und „Mallory“ zustande gekommen ist, siehe unten.

## Bewertung der Handlung
Durch die Vorgehensweise des Bid-shielding wird in erster Linie der Verkäufer geschädigt. Ebenso erleidet das Internet-Auktionshaus meist einen Verlust, sofern sich die Verkaufsprovision durch das manipulierte Höchstgebot entsprechend verringert. Auch die Gemeinschaft der ehrlichen Bieter und ihr Vertrauen in die Auktionsplattform sind betroffen.
Es ist unwahrscheinlich, dass die Handlung durch den Verkäufer bemerkt wird, sofern dieser den Verlauf der Auktion nicht verfolgt, sondern sich nur über das Ergebnis (das nach Auktionsende verbliebene gültige Höchstgebot) informieren lässt.
Inwieweit die Auktionsplattform durch Programme, die nach bestimmten Mustern suchen, zur Aufdeckung von Bid-shielding beiträgt, kann nicht gesagt werden, da Art und Umfang solcher Prüfungen nicht offengelegt werden.
Strafrechtlich dürfte die Handlung in Deutschland den Tatbestand des Betrugs erfüllen, wenngleich die Strafverfolgung dadurch erschwert wird, dass die bei dem Internet-Auktionshaus hinterlegten Nutzerdaten nur aufgrund eines konkreten Verdachts herausgegeben werden. Da die angegebene Kontaktadresse des Mitgliedskontos kaum überprüft wird (also auch eine Scheinidentität sein kann) und die Spur im ungünstigsten Fall ins Ausland führt, besteht für den Täter nur ein geringes Entdeckungsrisiko.

Im derzeit größten deutschen Internet-Auktionshaus eBay findet sich dazu in den Hilfeseiten nur der etwas schwammig formulierte Passus im Kapitel „Unerwünschtes und böswilliges Bieten“:

„[…] Käufer dürfen außerdem nicht bieten oder kaufen, wenn sie damit beabsichtigen, den ordnungsgemäßen Verlauf für das Angebot zu stören.“

Die „Allgemeine Geschäftsbedingungen für die Nutzung der deutschsprachigen eBay-Dienste“ hingegen erwähnen explizit, dass nach einer berechtigten Gebotsrücknahme eines Bieters mit dem vorher und dann wieder Höchstbietenden kein Vertrag zustande kommt.
Das britische eBay nennt die Handlung zumindest beim Namen und stuft sie explizit unter Bidding offences ein.

## Prävention
Um diese Betrugsform einzudämmen, sind daher Maßnahmen, die den Erfolg des Bid-shielding verhindern, besser geeignet:
- Möglichkeiten der Gebotsrücknahme einschränken, beispielsweise diese durch den Verkäufer oder das Internet-Auktionshaus autorisieren lassen.
- Die Auktion für ungültig erklären, wenn innerhalb einer Frist vor dem Ende der Auktion Gebote zurückgezogen werden und/oder der Artikelpreis dadurch um einen bestimmten Prozentsatz fällt.
- Das Ende der Aktion verschieben oder nur ein Endintervall (z. B. 15 Minuten) anzeigen, damit seriöse Bieter eine Chance erhalten, doch noch ein Gebot abzugeben, bzw. das Risiko für den Scheinbieter, sein Gebot nicht mehr rechtzeitig zurückzuziehen, zu groß wird.